# Primera División Uruguaya 1936
Il campionato era formato da dieci squadre e il Peñarol vinse il titolo. Non vi furono retrocessioni.

## Classifica finale
| Pos. | Squadra              | G  | V  | N | P  | GF | GS | Punti |
| ---- | -------------------- | -- | -- | - | -- | -- | -- | ----- |
| 1    | Peñarol              | 18 | 14 | 2 | 2  | 40 | 12 | 30    |
| 2    | Nacional             | 18 | 12 | 3 | 3  | 40 | 22 | 27    |
| 3    | Rampla Juniors       | 18 | 10 | 3 | 5  | 34 | 26 | 23    |
| 4    | River Plate          | 18 | 10 | 3 | 5  | 29 | 24 | 23    |
| 5    | Montevideo Wanderers | 18 | 8  | 3 | 7  | 32 | 27 | 19    |
| 6    | Central              | 18 | 6  | 3 | 9  | 24 | 30 | 15    |
| 7    | Sud América          | 18 | 4  | 5 | 9  | 20 | 31 | 13    |
| 8    | Bella Vista          | 18 | 5  | 2 | 11 | 26 | 36 | 12    |
| 9    | Defensor             | 18 | 4  | 3 | 11 | 24 | 37 | 11    |
| 10   | Racing Montevideo    | 18 | 2  | 3 | 13 | 18 | 42 | 7     |

G = Partite giocate; V = Vittorie; N = Nulle/Pareggi; P = Perse; GF = Goal fatti; GS = Goal subiti; 

## Classifica marcatori
| Gol |  |  | Giocatore     | Squadra  |
| --- |  |  | ------------- | -------- |
| 14  |  |  | Aníbal Ciocca | Nacional |